# Pararctia lemniscata
Pararctia lemniscata là một loài bướm đêm thuộc phân họ Arctiinae, họ Erebidae.